# Monogrenade
Monogrenade est un groupe d'electro pop indépendant basé à Montréal (Québec, Canada).

## Parcours
Monogrenade est formé en 2008 par Jean-Michel Pigeon, anciennement du groupe Winter Gloves, et Frédéric B. Girard.
Monogrenade sort La saveur des fruits en 2009 sur l'étiquette Paper Bag Records. En 2010, le groupe atteint la finale et termine en deuxième position aux Francouvertes. En 2011, le groupe présente son premier album de douze pièces intitulé Tantale, publié sur l'étiquette Bonsound Records, enregistré dans un chalet au nord de Montréal.
Le groupe se fait remarquer en 2011 à M pour Montréal et est invité à effectuer des prestations en France au printemps 2011. Le 23 avril 2012, l'album Tantale paraît en Europe sous l'étiquette Atmosphériques. Une critique enthousiaste dans le magazine Les Inrockuptibles permet à Monogrenade d'accéder aux médias radiophoniques et télévisuels français. Ils poursuivent en 2013 le travail sur leur album suivant. Le groupe collabore avec plusieurs artistes dont Marie-Pierre Arthur, le quatuor à cordes Mommies on the run (Patrick Watson, Karkwa) et Pietro Amato au cor français (Arcade Fire, the Luyas). Le deuxième opus Composite parait en février 2014.
Entre 2010 et 2015, ils font plusieurs spectacles d'envergure notamment au Divan du Monde, aux Rencontres Trans Musicales, au Printemps de Bourges dans la section "Découvertes", aux FrancoFolies de Montréal et au Festival de musique émergente. Lors de leurs tournées en France et en Belgique ils font aussi la première partie de Cœur de pirate à Bruxelles, Lilly Wood and the Prick, Cascadeur (musicien), Malajube, Ariane Moffatt, Moriarty (groupe), Islands (groupe) et Au Revoir Simone.

## Discographie
- La saveur des fruits EP - 2009
- Tantale - 2011
- Composite - 2014

## Prix et distinctions
2010
- Prix chapeau aux compositeurs remis par la SODRAC pour la chanson "M’en aller"[2]
- Nomination révélation de l’année - GAMIQ[3]

2011
- Nomination pour l’album indie-rock de l’année "Tantale" - GAMIQ[4]
- Nomination au prix Félix-Leclerc[5]
- Nomination pour l’album alternatif de l’année à l’autre Gala de l'Adisq[6]

2012
- Nomination pour l’album alternatif-rock de l’année aux Independent Music Awards[7]
- Nomination au prix Félix-Leclerc[8]

2014
- Nomination pour l’album pop de l’année "Composite" - GAMIQ[9]

## Sources
- Monogrenade, Bandeàpart, Radio-Canada, consulté en ligne le 31 juillet 2012.
- Monogrenade, Bonsound, consulté en ligne le 31 juillet 2012.
- Forgeot, Alix, Monogrenade : groupe «Découvertes» à Bourges, La Presse, 27 avril 2012, consulté en ligne le 31 juillet 2012.
- Monogrenade, site officiel, consulté en ligne le 31 juillet 2012.
- Monogrenade, Les Francofolies de Montréal, consulté en ligne le 31 juillet 2012.
- Brunet, Alain, Monogrenade en chantier, La Presse, 5 mars 2011, consulté en ligne le 31 juillet 2012.
- Robillard Laveaux, Olivier, Monogrenade - Longue portée, Voir, 19 juillet 2012, consulté en ligne le 31 juillet 2012.
- Burgel, Thomas, Monogrenade : l’explosion, Les Inrocks, 20 avril 2012, consulté en ligne le 31 juillet 2012.
- Lévesque, Caroline, 14e édition du Festival MEG : un spectacle d’ouverture au rythme contrastant, Pieuvre.ca, 30 juillet 2012, consulté en ligne le 31 juillet 2012.
- Côté, Émilie, Monogrenade: dédales soniques à saveur pop, La Presse, 26 février 2011, consulté en ligne le 31 juillet 2012.
- Léveillé, Antoine, Monogrenade - Multisonore, Voir, 17 mars 2011, consulté en ligne le 31 juillet 2012.
- Lachance, Nicolas, Monogrenade - La puissance des cordes, Voir, 31 mars 2011, consulté en ligne le 31 juillet 2012.
- Pietra, Jean-Baptiste, Monogrenade dégoupille un premier album, Charts in France, 27 avril 2012,  consulté en ligne le 31 juillet 2012.
- Arcand, Marjolaine, Monogrenade - Bombe éclectique, Voir, 22 mars 2012, consulté en ligne le 31 juillet 2012.
- Schreiber, Cyril, Le premier trio parle français, Impact Campus, 10 juillet 2012, consulté en ligne le 31 juillet 2012.
- Papineau, Philipe, Monogrenade lance Tantale - Le secret est dans la piscine, Le Devoir, 25 février 2012, consulté en ligne le 31 juillet 2012.
- Papineau, Philippe, Quand la pop se la joue classique in Samedi et rien d'autre, Radio-Canada, 30 juin 2012, consulté en ligne le 31 juillet 2012.